# Gonna di erba

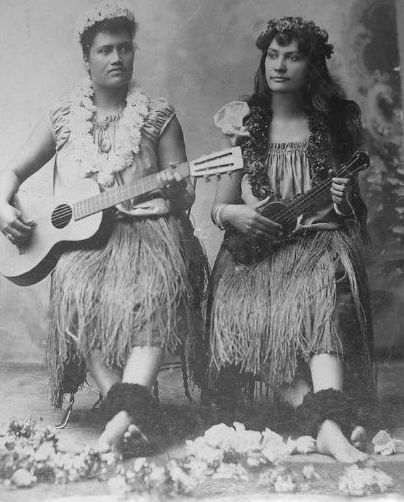
Kini Kapahu Wilson e un'altra danzatrice di hula in abiti tradizionali alla Fiera Colombiana di Chicago del 1893.

Una gonna d'erba è un costume e un indumento realizzato con strati di fibre vegetali, come erbe e graminacee, e foglie che vengono fissate sulla vita. 

## Storia e cultura
Dalla fine del diciannovesimo secolo fino allo scoppio della seconda guerra mondiale, le gonne d'erba in Polinesia divennero un «potente simbolo della sessualità del Mare del Sud». Già durante la guerra del Pacifico, le gonne d'erba divennero ricercati souvenir per i militari stranieri. Con la fine della guerra, molti marinai reduci di guerra fecero ritorno in patria dalle coste del Pacifico: la cultura polinesiana aveva cominciato a radicarsi negli Stati Uniti attraverso opere come Tales of the South Pacific di James A. Michener e la guerra aveva contribuito a creare un interesse nazionale per il cibo, l'arredamento e, più in generale, per la cultura polinesiana.
Tradizionalmente, la gonna d'erba è stata per anni uno degli indumenti tipici di molti popoli che abitavano sulle coste del Pacifico. Il suo utilizzo è attestato anche in alcune popolazioni africane.

### Pacifico

#### Hawaii
Le gonne d'erba furono introdotte nell'arcipelago delle Hawaii dagli immigrati originari delle Isole Gilbert intorno agli anni '70 e '80 del diciannovesimo secolo, sebbene le loro origini siano attribuite da taluni anche alle isole Samoa. Secondo DeSoto Brown, uno storico del Museo Bernice Pauhai Bishop di Honolulu, è probabile che i ballerini hawaiani abbiano iniziato a indossarli durante le loro esibizioni di vaudeville nella zona continentale degli Stati Uniti.
Le tradizionali gonne hawaiane erano spesso realizzate con foglie fresche di ti, che non erano disponibili negli Stati Uniti. All'inizio del secolo, i ballerini hawaiani delle Hawaii e degli Stati Uniti indossavano gonne d'erba. Alcuni ballerini di hula in stile hawaiano le indossano ancora, anche se il costume tradizionale dell'hula kahiko hawaiano include gonne di stoffa kapa per le donne e malo (una sorta di perizoma) per gli uomini; tuttavia, negli anni '80 del 1800 si diffuse l'hula 'auana, che risentì molto delle influenze occidentali. È durante questo periodo che la gonna d'erba cominciò a diffondersi e a essere vista ovunque, sebbene i costumi di hula 'auana di solito includessero abiti dall'aspetto più occidentale: abiti rivestiti in tessuto per le donne e pantaloni per gli uomini.
L'uso della gonna d'erba è testimoniato anche alla Fiera Colombiana di Chicago del 1893, dove ballerini di hula hawaiani si esibirono indossando il costume tradizionale in accordo con gli stereotipi americani.

#### Nauru

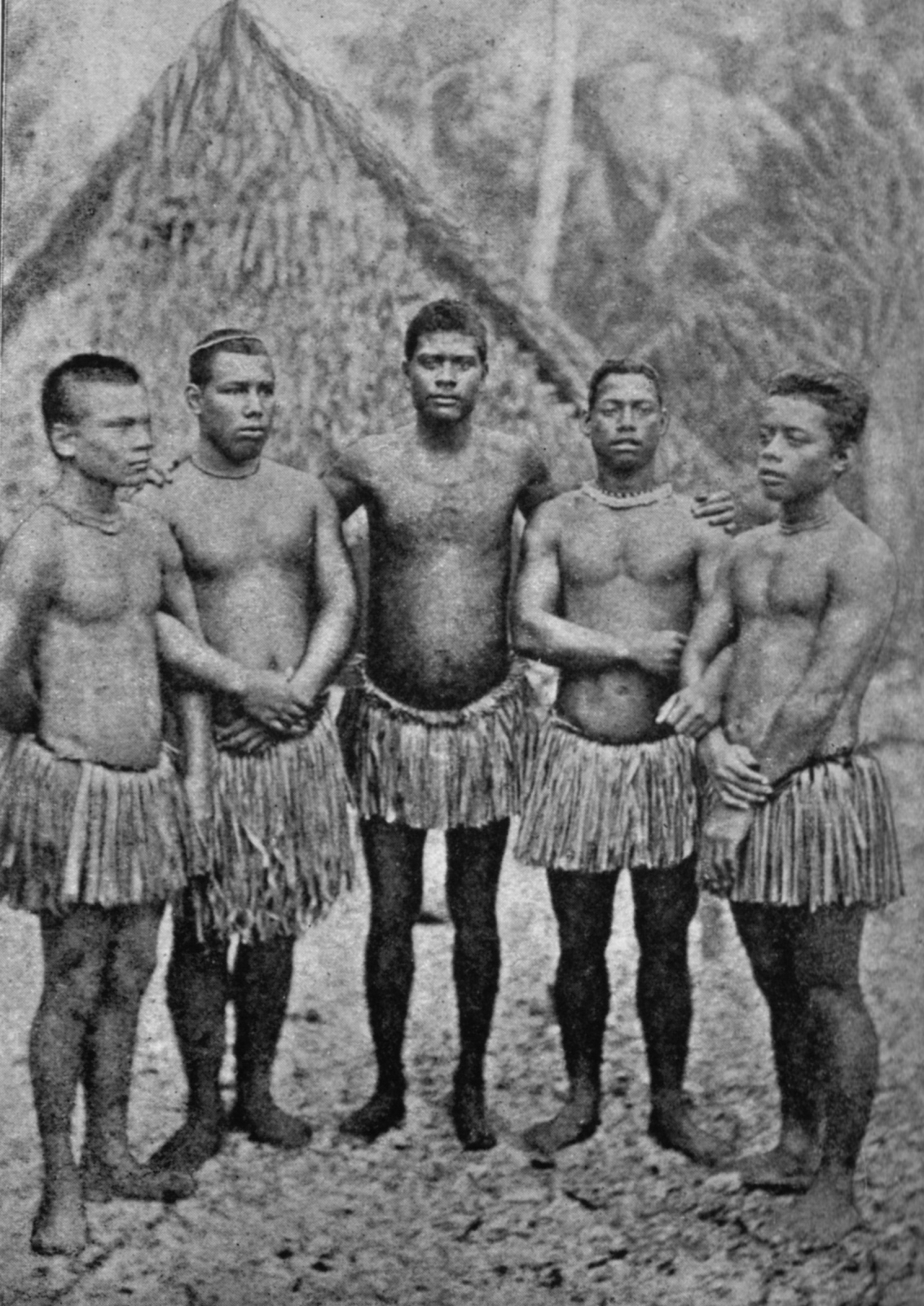
Abitanti di Nauru indossano la gonna tradizionale ridi, 1914 circa.

Nello stato di Nauru l'abito nativo di entrambi i sessi consiste in un ridi, una folta gonna composta da sottili strisce di foglia di palma pandanus. Di lunghezza variabile, queste gonne possono essere sia corte sia lunghe fino al ginocchio o ai piedi.

#### Figi
Nella Figi sia le donne sia gli uomini indossavano tradizionalmente gonne chiamate liku, realizzate con ibisco o fibre di radice ed erba.

#### Nuova Zelanda
Nella cultura Maori, inoltre, c'è un indumento simile a una gonna composto da numerosi fili di fibre di lino preparate, tessute o intrecciate: questo indumento è noto come piupiu e viene indossato durante la danza tradizionale Maori Kapa haka.

#### Tonga
A Tonga, infine, la gonna d'erba era conosciuta come sisi pueka ed era indossata in alcuni spettacoli di danza.

### Africa
Il popolo Sotho portava tradizionalmente gonne d'erba chiamate mosotho.